# NGC 6202
NGC 6202 (другие обозначения — NGC 6226, UGC 10532, MCG 10-23-43, ZWG 299.22, PGC 58847) — галактика в созвездии Дракон.
Этот объект занесён в новый общий каталог несколько раз, с обозначениями NGC 6202, NGC 6226.
Этот объект входит в число перечисленных в оригинальной редакции «Нового общего каталога».